# متنزه وادي تشينانجو الحكومي
متنزّه وادي تشينانجو الحكومي، تبلغ مساحته 1,137 أكر (4.60 كـم2)وهو متنزّه حكومي يقع في مقاطعة بروم نيويورك في الولايات المتحدة. يقع المتنزّه بجوار نهر تشينانجو في الجزء الغربي من مدينة فينتون.
يضم متنزّه وادي تشينانجو الحكومي ملعب للغولف المكون من 18 حفرة.

## وصف المتنزّه
يوفر متنزّه وادي تشينانجو شاطئًا وطاولات نزهة مع أجنحة وملعبًا وبرامج ترفيهية ومخيمًا من184موقعًا و 24 كابينة ومزلجة وإطلاق قارب مع تأجير القوارب وامتياز للطعام. تتوفر مسارات للمشي لمسافات طويلة وركوب الدراجات والتزلج الريفي على الثلج.
يشمل المتنزّه موائل الغابات والأراضي الرطبة؛مناطق الغابات تحتوي سكان نقار الخشب،خازنات البندق،الطيور المغردة و الدج،في حين أن البحيرة والأراضي الرطبة المناطق المضيفة البلشون،البط وكينجفيشيرس.يشار إلى الغابات الناضجة لعدد كبير بشكل خاص من نقار الخشب.بالنسبة للصيادين،تشتمل بحيرة تشينانجو على سمك السلمون المرقط والباس والجثم والثور .
توجد بحيرتان للغلاية، بحيرة تشينانغو وبحيرة ليلي،داخل المتنزّه. تشكلت البحيرات عندما انحسرت الأنهار الجليدية في نهاية العصر الجليدي الأخير .
يقع ملعب متنزّه وادي تشينانجو الحكومي للغولف داخل المتنزّه. الملعب الذي شيد في الأصل كمضمار من 9 حفر من قبل فيلق الحفظ المدني في ثلاثينيات القرن الماضي، تم توسيعه إلى حجمه الحالي المكون من 18 حفرة في عام 1967.

## روابط خارجية
- متنزهات ولاية نيويورك: حديقة تشينانجو فالي الحكومية
- Chenango Valley State Park خريطة المسار